# Södermanlands runinskrifter 202
Runinskrift Sö 202 är ristad på en runsten i Östa, Ytterselö socken och Strängnäs kommun i Södermanland. Stenen står söder om landsvägen mellan samhället Östa och idrottsplatsen. Området som är rikt på fornlämningar är markerat med en skylt.

## Inskriften
Translitterering av runraden:
: þurbyrna : resti : s(t)(a)i[n] --(n)a : yti : usbaka : faþur : sen ai ×× ati (k)(u)la:hui ×
Normalisering till runsvenska:
Þorbiorn ræisti stæin [þe]nna æftiʀ Ospaka, faður senn. Hann atti Kulhaug(?).
Översättning till nusvenska:
Torbjörn reste denna sten efter Ospake, sin fader. Han ägde...

## Stenen

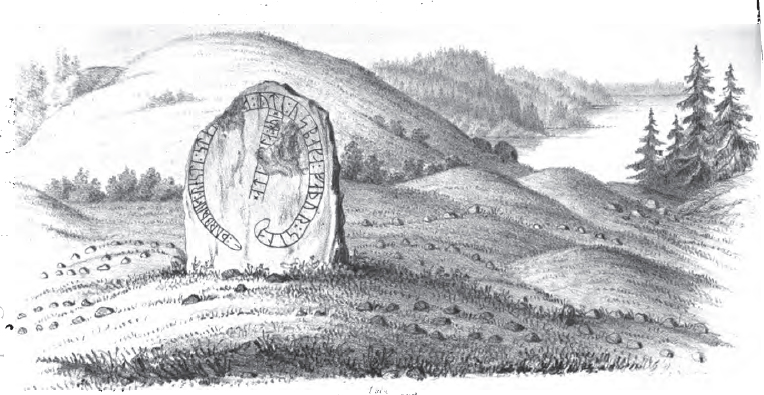
Runstenen på Östa gravfält, teckning av Richard Dybeck 1855.

Runstenen står i Östa hage väster om Stallarholmen, troligen på sin ursprungliga plats och något femtiotal meter norr om Sö 203.
Höjden på stenen är 1,38 m, bredden upptill är 0,73 m och nedtill 1,30 m djupt. Ristningen är enkelt utförd och ytan, som är tämligen skrovlig, är skadad genom ett par större avflagningar. Ristarens bristande skicklighet framträder i runornas utseende och deras bruk. Utrymmet är illa disponerat; delvis står runorna starkt sammanträngda. Ornamentiken består av en runorm som bildar en rund slinga och motivet saknar det kristna korset.
Erik Brate har påpekat, att Östastenen Sö 202 har vissa likheter med Ärjastenen Sö 333. Det finns mycket som talar för att Sö 202 och Sö 333 är utförda av samme ristare. På Ärjastenen namnger han sig: Æskill. Ärjastenen är visserligen i tekniskt avseende skickligare utförd, materialet är också den lättare sandstenen, men den är inte något mästerverk. 
I inskriftens sista, tyvärr mycket skadade ord förmodar Richard Dybeck ett ortnamn, namnet på den gård, som Ospake ägde. Erik Brate framhåller att det kan ha varit gården Klahammar. Han antager, med hänsyn till ristningens runrester, att denna gård i äldre tid har hetat "Klävi".